# Az élet háza (film, 2001)
Az élet háza (eredeti cím: Life as a House) 2001-ben bemutatott amerikai filmdráma, melynek rendezője és producere Irwin Winkler, operatőre Zsigmond Vilmos. A főbb szerepekben Kevin Kline, Kristin Scott Thomas, Hayden Christensen, Jena Malone és Mary Steenburgen látható.

## Rövid történet
Egy végső stádiumban lévő rákos építész megpróbálja rendbe hozni kapcsolatát drogfüggő fiával.

## Szereplők
| Szerep        | Színész              | Magyar hang    |
| ------------- | -------------------- | -------------- |
| George Monroe | Kevin Kline          | Tordy Géza     |
| Robin Kimball | Kristin Scott Thomas | Fehér Anna     |
| Sam Monroe    | Hayden Christensen   | Hujber Ferenc  |
| Alyssa Beck   | Jena Malone          | Vadász Bea     |
| Colleen Beck  | Mary Steenburgen     | Kocsis Judit   |
| Peter Kimball | Jamey Sheridan       | Orosz István   |
| Josh          | Ian Somerhalder      | Csőre Gábor    |
| Kurt Walker   | Scott Bakula         | Juhász György  |
| David Dokos   | Sam Robards          | Fazekas István |
| Bryan Burke   | John Pankow          | Breyer Zoltán  |
| Adam Kimball  | Mike Weinberg        |                |
| Ryan Kimball  | Scotty Leavenworth   |                |

## Fordítás
- Ez a szócikk részben vagy egészben  a   Life as a House című angol Wikipédia-szócikk fordításán alapul.  Az eredeti cikk szerkesztőit annak laptörténete sorolja fel. Ez a jelzés csupán a megfogalmazás eredetét és a szerzői jogokat jelzi, nem szolgál a cikkben szereplő információk forrásmegjelöléseként.